# Hardeggi vár
A hardeggi vár (németül: Burg Hardegg) egy középkori eredetű fellegvár az alsó-ausztriai Hardegg városában, a Thaya (csehül: Dyjí) határfolyó völgyében (németül: Thayatal), az osztrák-cseh államhatár közvetlen közelében, a Waldviertel („Erdővidék”) nevű területen. Múzeuma látogatható. Ausztria védett építészeti örökségéhez tartozik. A Szövetségi Műemlékhivatal (BDA) jegyzékén 11996. azonosító számmal szerepel.

## Történelme
A Hardegg (Hardeck) család neve első ízben egy 1145-ös, Elisabeth von Schleunz részére kiállított adománylevélben tűnik fel, az adományozás tanúja bizonyos „Otto von Hardeck”. Már korábban is állt itt egy kis határvédő erősség, ennek első birtokosai Plain és Hardegg (Hardeck) grófjai voltak. A család kihalása után a Magdeburg-Hardegger családi ág örökölte, ők az eredeti végvárat jelentősen kibővítették, megerősítették, így ez lett az Alsó-Ausztriai Főhercegség  – korabeli nevén „az Enns folyón inneni Ausztria” – legnagyobb vára. Tornyokat, kápolnát és várpalotát (palatium, Palast) építettek a területén. 1294-ben a vár már bizonyítottan a Hardeggi Grófság közigazgatási központja volt.
A 15. század végén a Hardeggi Grófság közvetlen birodalmi (reichsunmittelbar) függésbe került. A Hardeggből igazgatott grófság jelentősebb helységei Pulkau és a 13. század végén alapított Retz városai voltak. Miután Michael, Hardegg birodalmi grófja (Reichsgraf) és Magdeburg várgrófja (Burggraf) gyermektelenül elhunyt, a vár a Habsburg-család kezére jutott. Ők 1499-ben a Magdeburgi-család örököseinek, a Prueschenk fivéreknek, Stettenberg báróinak adták, akik a történelmi Felső-Ausztriában (Österreich ob der Enns) főpohárnoki (Erbmundschenk), Stájerországban főétekfogói (Truchsess) méltóságot viseltek. Az adományozással egyidőben mindkét Prüschenk fivért Hardegg és Machland birodalmi grófjaivá (Reichsgraf zu Hardegg und im Machland) emelték. 1502-ben Heinrich Prueschenk, Hardegg grófja, Stettenberg bárója (1460–1513) megkapta az ezüstpénz-verés jogát. Fia, Ulrich von Hardegg gróf (1483–1535) 1501-ben megvásárolta a Cseh Királysághoz tartozó Glatzi (Klodskói) Grófságot (Hrabství kladské) 70 000 rajnai forintért az 1498-ban elhunyt I. Heinrich von Münsterberg-Oels gróf fiaitól, Albrecht, Karl és Georg grófoktól, megszerezve Glatz grófjának címét is. (1515-ben Ulrich gróf feleségül vette Heinrich gróf legifjabb leányát, Sidonia (Zdeňka) von Münsterberg-Oels grófkisasszonyt (1483–1522).
A 17. század közepén a hardeggi vár a Khevenhüller-Metsch grófi (későbbi hercegi) család birtokába jutott, akik 1730-ig a várban laktak, ekkor lakóhelyüket áttették a városban épült Riegersburg kastélyba. A lakatlanná vált vár romlásnak indult. 1764-ben Hardegg városát tűzvész pusztította, utána az uraság engedélyezte, hogy a lakosok követ és faanyagot bontsanak a várból, házaik újjáépítéséhez.
1878 után Johann Carl von Khevenhüller-Metsch herceg – Habsburg Miksa főhercegnek, Mexikó császárának egykori támogatója és harcostársa – újjáépítette a fellegvárat, és egy családi kriptát is épített ide. A terveket Carl Gangolf Kayser műépítész készítette, aki 1864–1867 között, Habsburg Miksa rövid uralkodása alatt a II. Mexikói Császárság udvari főépítésze volt. A kivégzett Miksa császár emlékének tisztelegve a Khevenhüllerek múzeumot rendeztek be a várban.
A 20. században a hardeggi fellegvár – a városbeli Riegersburg kastéllyal és más környékbeli műemlék építménnyel együtt – a Tirolból származó Pilati von Thassul zu Daxberg grófok birtokába került. Jelenleg (2019-ben) is az ő tulajdonuk. (A Riegersburg kastély nevét 2017-ben Ruegers kastélyra keresztelték át).

## Filmforgatási helyszín
2018-ban a várban (és a környező Waldviertel más helyszínein) forgatták az osztrák Stefan Ruzowitzky rendezésében a Narziss und Goldmund című, középkori témájú filmdrámát, Hermann Hesse német író azonos című regényéből. A filmet 2020-ban tervezik bemutatni a mozikban.
- A vár északnyugat felől
- A várkapu
- A vár a Thaya folyó felől
- A vár ebédlője
- A várkápolna belseje
- Drónos videófelvétel a várról

## A környék más nevezetességei
Hardegg városában található a Riegersburg (Ruegers) kastély. A szomszédos településeken látható még a Karlslust kastély (Mitterretzbach községben), Kaja vára (Merkersdorf községben),  a fronsburgi kastély (a Weitersfeldhez tartozó Fronsburgban) és a Nový Hrádek (Neuhäusel) várrom a határ túloldalán, a Cseh köztársaságban, Lukov nad Dyjí (németül: Luggau an der Thaya) községben.